# ميخائيل سوسلين
ميخائيل ياكوفليفيتش سوسلين (15 نوفمبر 1894 - 21 أكتوبر 1919) (بالروسية: Михаи́л Я́ковлевич Су́слин) هو رياضياتي روسي، قدم مساهمات كبيرة في مجالات الطوبولوجيا العامة ونظرية المجموعة الوصفية (descriptive set theory).
ويرتبط اسمه بشكل خاص بمشكلة سوسلين (Suslin's problem).
توفي سوسلين بسبب مرض التيفوس بموسكو عام 1919 في أعقاب الحرب الأهلية الروسية.